# Nadia Ravita
Nadia Ravita (* 21. Juni 1994) ist eine indonesische Tennisspielerin.

## Karriere
Ravita spielte vorrangig auf der ITF Women’s World Tennis Tour, wo sie drei Titel im Doppel gewinnen konnte.

## College Tennis
Von 2013 bis 2015 spielte sie für die Wildcats der University of Kentucky.

## Turniersiege

### Doppel
| Nr. | Datum            | Turnier | Kategorie   | Belag     | Partnerin       | Finalgegnerinnen                     | Ergebnis         |
| --- | ---------------- | ------- | ----------- | --------- | --------------- | ------------------------------------ | ---------------- |
| 1.  | 14. Juni 2014    | Solo    | ITF $10.000 | Hartplatz | Aldila Sutjiadi | Beatrice Gumulya Jessy Rompies       | 6:2, 7:63        |
| 2.  | 8. Dezember 2018 | Hua Hin | ITF $15.000 | Hartplatz | Aldila Sutjiadi | Joanna Garland Mananchaya Sawangkaew | 6:2, 6:4         |
| 3.  | 29. Juni 2019    | Jakarta | ITF W15     | Hartplatz | Arianne Hartono | Lee Barnard Zani Barnard             | 2:6, 6:4, [11:9] |